# ランスデール (ペンシルベニア州)
ランスデール（英: Lansdale）は、アメリカ合衆国ペンシルベニア州のモンゴメリー郡にある町（ボロ）。人口は1万8773人（2020年）。フィラデルフィアの北40キロメートルに位置している。
20世紀の初期に農業機械、缶詰工場、鋳造所、レンガ工場、絹工場、さらに葉巻、ストーブ、シャツ、ロープ、鉄の排水管、接着剤のメーカーなどがあった。町の中にクーゲル・ボールを置いた場所がある。このボールは全て花崗岩でできており、重さは453 kgになる。水の層の中で回っている。

## 歴史
ランスデールとなった地域で最初期の開拓者はジェンキンス家の者達だった。この一家の最盛期には約120エーカー (480,000 m2) の土地を所有していた。1850年代にノースペンシルベニア鉄道が建設され、ランスデールの急速な成長と発展に貢献した。この鉄道で雇用機会が生まれ、住民、住宅、企業が地域にもたらされた。1872年にはランスデール・ボロが正式に法人化され、ノースペンシルベニア鉄道の測量士長だったフィリップ・ランスデール・フォックスにちなんで名付けられた。この町の名前を決める会議のときに、鉄道駅の直近の土地はジェンキンス家が所有していたのでジェンキンタウンと呼ばれるべきという意見があったが、その鉄道沿線にすでに同じ名前の町があった。
ジェンキンス屋敷とランスデール絹靴下コンピー・インターステート靴下工場 Inc.が、アメリカ合衆国国家歴史登録財に指定されている。

## 地理
ランスデールは北緯40度14分31秒 西経75度17分3秒 / 北緯40.24194度 西経75.28417度 (40.241956, -75.284083)に位置している。
アメリカ合衆国国勢調査局に拠れば、領域全面積は3.1平方マイル (8.0 km2)であり、全て陸地である。

## 人口動態
2010年国勢調査時点での人種別人口構成は、白人75.9%、黒人5.9%、インディアン0.2%、アジア系13.3%、太平洋諸島系0.1%、混血2.7%、ヒスパニック系5.0%となっていた。
以下は2000年国勢調査による人口統計データである。
| 基礎データ - 人口: 16,071 人（2000年から9.7%成長） - 世帯数: 6,620 世帯 - 家族数: 4,051 家族 - 人口密度: 2,027.8人/km2（5,245.8 人/mi2） - 住居数: 6,893 軒 - 住居密度: 869.7軒/km2（2,250.0 軒/mi2） 人種別人口構成 - 白人: 85.40% - アフリカン・アメリカン: 3.94% - ネイティブ・アメリカン: 0.09% - アジア人: 7.98% - 太平洋諸島系: 0.16% - その他の人種: 0.73% - 混血: 1.69% - ヒスパニック・ラテン系: 2.90% 年齢別人口構成 - 18歳未満: 22.2% - 18-24歳: 8.2% - 25-44歳: 33.4% - 45-64歳: 20.6% - 65歳以上: 15.6% - 年齢の中央値: 37歳 - 性比（女性100人あたり男性の人口） - 総人口: 92.9 - 18歳以上: 90.5 | 世帯と家族（対世帯数） - 18歳未満の子供がいる: 27.9% - 結婚・同居している夫婦: 46.8% - 未婚・離婚・死別女性が世帯主: 10.6% - 非家族世帯: 38.8% - 単身世帯: 32.5% - 65歳以上の老人1人暮らし: 11.0% - 平均構成人数 - 世帯: 2.36人 - 家族: 3.04人 収入と家計 - 収入の中央値 - 世帯: 46,232米ドル - 家族: 54,891米ドル - 性別 - 男性: 40,009米ドル - 女性: 29,825米ドル - 人口1人あたり収入: 22,096米ドル - 貧困線以下 - 対人口: 5.6% - 対家族数: 4.1% - 18歳未満: 7.4% - 65歳以上: 6.5% |

## 政治と政府
ランスデールはボロ・マネジャー形態の政府を採用しており、一人のボロ首長と、9人の委員による行政委員会がある。2008年6月4日水曜日、地元のカイロプラクター、G・アンドリュー・シークリーが委員会の決議により、マイケル・ディヌンジオ首長の残り任期18か月を務めるよう指名された、シークリーは2009年11月に再選され、4年間の任期を務めた。
ランスデールはアメリカ合衆国下院議員の選挙でペンシルベニア州第13選挙区に属し、州議会下院では第53選挙区に、同上院では第24選挙区に属している。
| 年     | 共和党      | 民主党      |
| ------ | ----------- | ----------- |
| 2012年 | 36.4% 2,579 | 61.7% 4,369 |
| 2008年 | 35.8% 2,587 | 63.2% 4,561 |
| 2004年 | 42.0% 2,934 | 57.2% 4,000 |
| 2000年 | 46.3% 2,655 | 49.6% 2,843 |

## 教育
ランスデールはノースペン教育学区に属している。小学校は幼稚園から6年生を教え、6校ある。中学校は7年生から9年生を教える。高校はトワメンシン・タウンシップにあるノースペン高校である。
ランスデールにはローマ・カトリック教会フィラデルフィア大教区のセントスタニスラウス学校もあった。2012年1月、大教区がノースウェールズのセントローズ・オブ・リマ学校がセントスタニスラウスと合併し、生徒はランスデールに通うことになると発表した。合併後の学校はラテン語のマター・デイから「マザー・オブ・ゴッド」と呼ばれている。
カルバリー・バプテスト学校は、幼稚園前から12年生を教えるキリスト教の学校である。ランスデール地域の私立高校にはランスデール・カトリック高校とクリストファー・ドック・メノナイト高校がある。メノナイト高校はトワメンシン・タウンシップ内にある。

## 大衆文化の中で
フォックステレビの番組『FRINGE/フリンジ』で、2009年9月24日に放送されたエピソードはランスデールが舞台だった。撮影はブリティッシュコロンビア州で行われ、町は主にトウモロコシ畑のある田園部であり、実際あるように人口密度が高い郊外の町ではないものとして描かれていた。
同じくフォックステレビの番組『Dr.HOUSE』で、2011年5月2日に放送された第7シーズンのエピソード「変化」もランスデールが舞台だった。
作家ゲーリー・ミッチェルモアが1981年に著した小説『A Natural Weapon』では、テロリストが毒を入れた天然ガスを送った町2つの1つがランスデールだった。もう1つはルイジアナ州キャッシュ。
ランスデールのオンライン新聞は「オルターナティブ・プレス・オブ・ノース・ペン」であり、トリーシー・メディア・ホールディングス LLC が所有運営し、トワメンシン・タウンシップ生まれのトニー・ディ・ドミジオが編集している。日刊の新聞「ザ・リポーター」はジャーナル・レジスター者が所有し、発行部数は16,364部であり、ランスデール、ハットフィールド、サウダートン、ハーレイズビルに配布されている。
書籍『Weird Pennsylvania』に拠ると、ランスデールにはかつて世界に3つある「Hの木」の1つがあった。これは地獄への入口を示すものと考えられている。人は木が育つ岩棚の上で、木の周りを特定回数周り、小さな崖から飛び出すだけである。そうすることで入口が開き、地獄に運んでくれる。
ランスデールでは、ランスデール・バイク・ナイト、アンダー・ザ・ライツ・カーショー、ランスデール・デイ、ファウンダーズ・デイ、オクトーバーフェスト、ランスデール・ビア・テイスティング・フェスティバルなど、年間を通じて多くの人気ある行事が開催されている。

## 交通
ランスデールの中を東西方向に通る幹線道はメインストリート（ペンシルベニア州道63号線）であり、町の北西から南東に斜めに抜けている。南北方向の幹線道はブロード通りであり、南西から北東に走っている。ペンシルベニア州道363号線が町の西端の州道63号線に始まり、南西のバレーフォージ道路に向かう。ペンシルベニア・ターンパイク北東延伸部（州間高速道路476号線）のランスデール・インターチェンジは、町の西、トワメンシン・タウンシップ内にあり、州道63号線に繋がる。
ランスデールは南東ペンシルベニア交通局地域鉄道のランスデール/ドイルズタウン線のランスデール中心街にある駅と、南部にあるペンブルック駅を利用できる。フィラデルフィアやドイルズタウン向けの列車を中間にある駅と共に利用できる。南東ペンシルベニア交通局の運行するバス路線で、94系統はランスデール南部とモンゴメリー・モールやチェスナットヒルを結び、96系統はランスデールとノリスタウン交通センターとを結び、132系統はランスデールとモンゴメリー・モールおよびテルフォードとを結んでいる。
ランスデールにはペンシルベニア・ノースイースタン鉄道短線貨物鉄道の本部がある。ペンシルベニア・ノースイースタン鉄道はランスデール操車場を運営し、ランスデールから南東ペンシルベニア交通局の所有する路線でフィラデルフィア北部郊外の数点まで貨物列車を運行している。この鉄道はランスデールでCSXトランスポーテーションと接続している。

## クーゲル・ボール

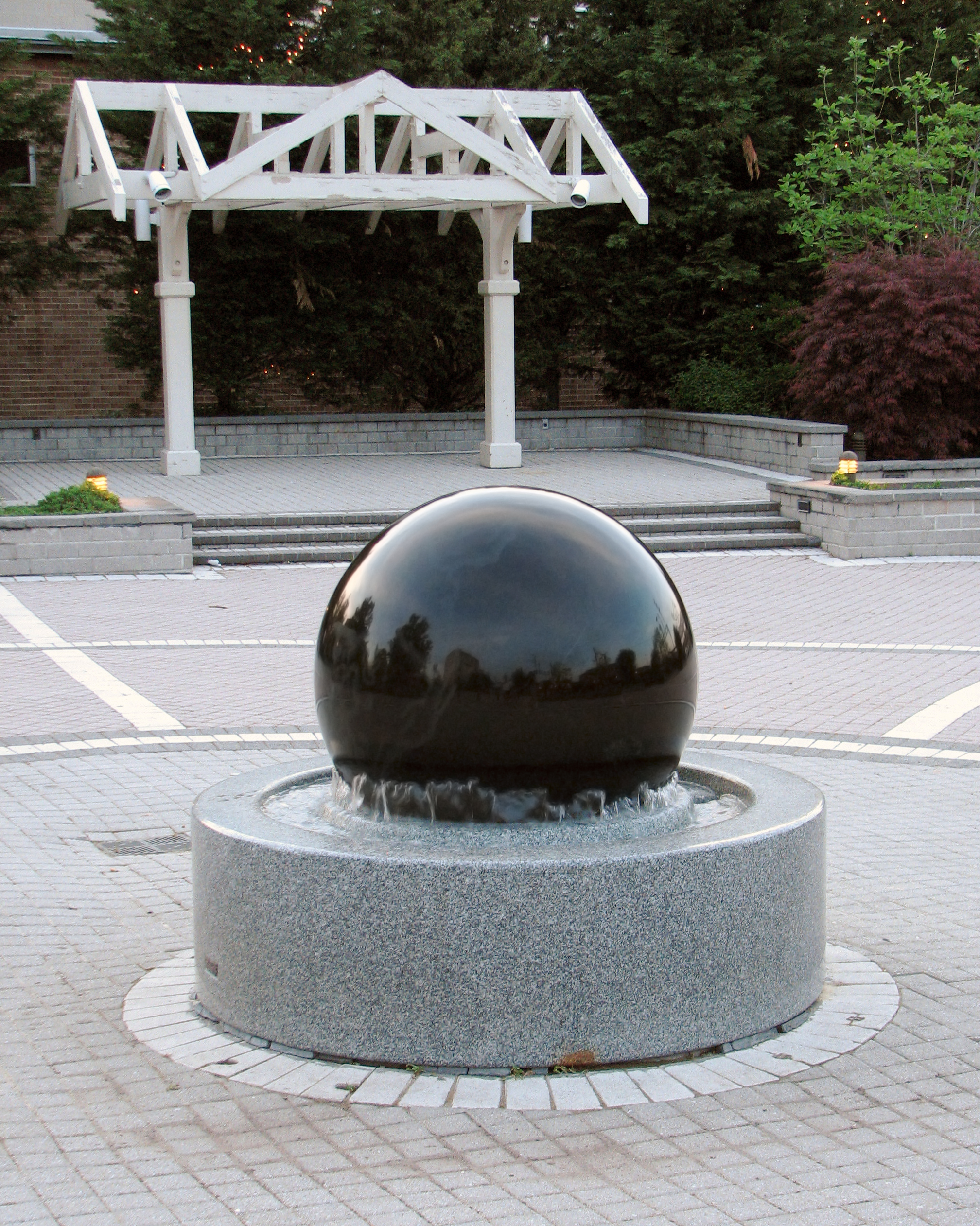
クーゲル・ボール

ランスデールにはクーゲル・ボールがある。これは暗灰色の花崗岩球であり、その基盤から吹き出す大変薄い水の層で支えられている。クーゲル・ボールは南東ペンシルベニア交通局のランスデール/ドイルズタウン線のランスデール中心街にある駅に隣接する鉄道プラザにある。このプラザはレンガ敷きのパティオであり、クーゲル・ボールの周りにはベンチが置かれ、午後11時に閉鎖される。毎年6月に開催される5km競走はこのクーゲル・ボールが発着点となり、クーゲル・ボール競走と呼ばれる。

## 著名な出身者
- ペギー・マーチ（1947年 - ）、ポップ歌手、本名はマーガレット・バタビオ、『アイ・ウィル・フォロー・ヒム』は1963年4月のヒットチャート第1位になった
- ラッセル・ホーバン、児童文学作家、SF作家、著作に『Riddley Walker』、『Frances the Badger』、ランスデールで生まれ育った